# موسی (مینی‌سریال)
موسی (انگلیسی: Moses) مینی‌سریال درام آمریکایی است که در سال ۱۹۹۵ منتشر شد.

## بازیگران
- بن کینگزلی در نقش موسی
- فرانک لانگلا در نقش مرنپتاه
- کریستوفر لی در نقش فرعون
- جرالدین مک‌ایوان در نقش میریام
- دیوید سوشی در نقش هارون
- آنتونی هیگینز در نقش قارون
- انریکو لو ورسو در نقش یوشع بن نون
- سونیا براگا در نقش سفورا
- آنتون لسر
- فیلیپ استون
- آنا گالینا
- وینسنت ریوتا
- پائولو کالابرزی